# Para Para Paradise
Para Para Paradise – gra muzyczna polegająca na wykonywaniu rękoma określonych ruchów w rytm odtwarzanych piosenek, zgodnie z układami tanecznymi stylu Para Para lub w stylu dowolnym.
Ruchy rąk są rejestrowane przez pięć czujników podczerwieni, umieszczonych przed graczem, w półkolu od lewej do prawej strony. Prawidłowy ruch polega na przesunięciu dłonią (albo przedramieniem lub łokciem) nad odpowiednim czujnikiem w wyznaczonym przez grę momencie, lub też utrzymaniu dłoni nad czujnikiem przez wyznaczony czas. Wymagane przez grę sekwencje ruchów składają się w układy taneczno-rytmiczne o różnym stopniu trudności.

## Utwory
Na muzykę wykorzystaną w grze składają się prawie wyłącznie utwory japońskiej wytwórni Avex w stylu Eurobeat, o tempie około 150 BPM. Należą do nich:

- Bazooka Girl – Velfarre 2000
- Cherry – Yesterday
- D. Essex – Boom Boom Fire
- Dave Rodgers – 100
- Dave Rodgers – Ale’ Japan
- Dave Rodgers – Kingdom Of Rock
- Dave, Domino & Virginelle – Anniversary
- Delta Queens – Energy Love
- Derreck Simons – Station To Station
- Domino – I Wanna Dance
- Domino – Micky Mouse March (Eurobeat Version)
- Domino – Play With The Numbers
- Domino – Tora Tora Tora
- Dr. Love – Don’t Stand So Close
- Dr. Love – Eurobeat
- Franz Tornado and Bazooka Girls – Super Euro Flash-Gettin’ Verdy Edit
- Franz Tornado and The Mad Cow Girls – Bandolero Comanchero
- Go Go Girls – My Sweet Banana
- Go Go Girls – O Sole Mio
- Go Go Girls – One Night In Arabia
- Ika – Go Godzilla Go
- Key-a-Kiss – Aishiattemasu
- Key-a-Kiss – Deluxe (Eurobeat Mix)
- Lala Moore with B4 Za Beat – We Two Are One -Super Euro Version-
- Leslie Parish – Remember Me
- Lolita – Romeo & Juliet
- Lolita – Try Me
- Madison – You Can Light My Fire
- Mako – Dancer
- Marko Polo – Money Go!
- Mega NRG Man – Burning Desire
- N.M.R – Celebrate Nite
- Naoki – Can’t Stop Fallin’ In Love
- Naoki – Dynamite Rave
- Naoki feat. Paula Terry – Love Again Tonight -High Speed Mix-
- Naoki with B4 Za Beat – Kiss Kiss Kiss -Super Euro Version-
- Naoki with Y&Co – Can’t Stop Fallin’ In Love -Super Euro Version-
- Naoki with Y&Co – Dynamite Rave -Super Euro Version-
- Niko – Made Of Fire
- Niko – Night Of Fire
- Niko – Speedway
- Pizza Girl – Crazy For You
- Steal Away
- Tam Arrow – Boom Boom Power
- tiger Yamato – Hold On Me
- Tiger Yamato – Luv To Me (Disco Mix)
- Tiger Yamato with Y&Co – Luv To Me -Super Euro Version-
- Tokyo All Ready
- Victoria – Stay
- Virginelle – Jealousy
- Virginelle – Like A Virgin
- Youhei Shimizu with Ventura – Feeling Of Love -Super Euro Version-

## Modyfikatory
Rozgrywkę można urozmaicić kilkoma dodatkowymi modyfikatorami, włączanymi w menu wywoływanym jednoczesnym wciśnięciem i przytrzymaniem obu strzałek wyboru przez sekundę podczas wybierania piosenki. Modyfikatorami tymi są:
- Hi-speed: strzałki przesuwają się po ekranie z większą szybkością, lecz nadal zgodnie z tym samym rytmem, a zatem są po prostu szerzej rozstawione. Ten tryb, choć pozostawia mniej czasu na zaplanowanie ruchów, umożliwia dokładniejsze przeanalizowanie kolejności szybko po sobie następujących strzałek.
- Random: układ strzałek zostaje przelosowany, zachowując jedynie oryginalny rytm, zaś tracąc spójność układu.
- Mirror: strzałki prawe (oraz prawoskośne) zostają zamienione z odpowiednimi lewymi.
- Hidden: strzałki znikają w połowie ekranu i przez połowę czasu ekranowego są niewidzialne, choć nadal trzeba je zaliczać odpowiednimi ruchami.
- Sudden: strzałki pojawiają się dopiero od połowy ekranu, dając połowę normalnego czasu na reakcję
- Sensor 0°-90°-180°-270°: wykorzystanie przednich (domyślnie), prawych, tylnych lub lewych pięciu czujników z wbudowanych ośmiu. Takie ustawienie pozwala na grę tyłem do ekranu – wykonanie znanego na pamięć układu potrafi zrobić duże wrażenie na publiczności. Ten tryb dostępny jest tylko w koreańskiej wersji automatu do gry, gdyż tylko w nim dostępny jest tylny zestaw czujników.

## Tryby gry
Gra posiada wbudowane cztery tryby trudności:
- Para Para – tryb, w którym sekwencje strzałek w utworach odpowiadają układom tanecznym stylu Para Para. Niezaliczenie piosenki w tym trybie uruchamia tryb treningowy, w którym kolejne piosenki ilustrowane są instrukcjami wykonywania typowych układów ruchowych (utrzymanie dłoni przed sobą, aktywacja obu bocznych czujników naraz, wykonanie płynnego przejścia od lewego do prawego czujnika itp.).
- Freestyle: Normal, Hard, Expert – tryby coraz trudniejsze, wymagające poprawnego wykonania coraz trudniejszych układów rytmicznych. Piosenki o najwyższych poziomach trudności nierzadko wymagają wykonywania obrotów, przekładania rąk jedna pod drugą, czy szerokich wymachów ramionami.

## Warianty
Koreańska wersja tej gry nosi nazwę Para Para Dancing.
Istnieje wersja tej gry na konsolę Sony Playstation 2, wykorzystująca specjalny kontroler, dość dobrze imitujący funkcjonowanie automatu. Składa się na niego pięć umieszczanych na podłodze czujników, połączonych kablem. Prawidłowe ułożenie czujników ułatwia dołączony do nich papierowy szablon.

## Lokalizacje w Polsce
W Polsce znajdują się obecnie trzy automaty Para Para Paradise: dwa w salonie gier w Bydgoszczy oraz jeden automat w ośrodku Skorzęcin, nad jeziorem o tej samej nazwie, znajdującym się w pobliżu Gniezna. W Warszawie nie ma już automatów Para Para.